# 大峪沟镇
大峪沟镇，是中华人民共和国河南省郑州市巩义市下辖的一个乡镇级行政单位。

## 行政区划
大峪沟镇下辖以下地区：
中社区、大峪沟矿务局社区、新山村、民权村、薛庄村、钟岭村、黑龙潭村、桥沟村、海上桥村、杏花村、杨里村、柏林村、王河村、大峪沟村、寨坡村、将军岭村、董陵村、韩码村、三官庙村、和沟村、岳寨村、玉皇庙村、磨岭村和胡家沟村。